# Roccaguglielma
Roccaguglielma es un castillo medieval que se encuentra en la cima del monte Cecubo, en la comuna de Esperia, Italia. La fortificación se encuentra a 500 metros sobre el nivel del mar, con vistas del pueblo desde el que se puede acceder al mismo y visitarlo, siendo propiedad del Estado.

## Historia
El castillo fue construido en torno al año 1103, probablemente donde se encontraban estructuras más antiguas realizadas por el normando Guillermo de Blosseville, además de fundar una zona a los pies del castillo, defendida por un círculo de murallas reforzado por doce torres con tres puertas: de Caporave, del Espíritu Santo y de San Bonifacio. La zona habitada también albergaba un amurallamiento interno, también con tres accesos: de Portella, de la Santa Cruz y del Morrone. Actualmente la mayoría de la fortaleza se encuentra en ruinas.
El castillo se encontraba construido de manera que controlara directamente el puerto de montaña entre Pontecorvo y Aquino con Gaeta, sin atravesar el territorio de Montecassino, que no estaba controlado por los normandos. Aliado con los castillos de Campello, Pico, Rivomatrice y San Giovanni Incarico, formó parte durante un decenio de una pequeña región independiente conocido como los cinco Castillos de Foris, rodeado por los territorios de Cassino.
A lo largo de los siglos, la ubicación estratégica de Roccaguglielma y su feudo lo convirtieron en un territorio a menudo disputado. Entre las familias nobles que tomaron posesión de ella se encuentran los Spinelli, que en el siglo XIV llevaron a cabo muchos edificios, el Rovere y el Farnese. En 1497 y 1503 Roccaguglielma y su territorio sufrieron una gran destrucción por parte de Gonzalo Fernández de Córdoba, más conocido como el Gran Capitán, capitán general de los Reyes Católicos. El período más floreciente fue entre los siglos XVI y XVII. En 1636, el feudo volvió a ser parte de la monarquía. En 1654, tras un violento terremoto, se produjo una nueva devastación.
Los años de la República Partenopea produjeron una gran difusión local del bandolerismo, que tenía un fuerte arraigo en la población rural, a menudo con una función antinapoleónica; el itrano Fra Diavolo durante el período napoleónico y luego, en el período posterior a la Unificación italiana, Luigi Alonzi actuó en el territorio. Bajo el gobierno de Joaquín Murat, se llevó a cabo una nueva ordenación administrativa del territorio: Roccaguglielma se separó de las aldeas actuales de Baja Esperia y Monticelli que formaron el municipio de San Pietro in Curolis. Después de la Unificación de Italia, en 1867, Roccaguglielma y San Pietro se fusionaron y tomaron el nombre de Esperia.
Cerca del Castillo se alza hoy una pequeña iglesia de los Padres Trinitarios dedicada a la Santísima Virgen, construida en el mismo lugar donde se encontraba la antigua capilla del castillo.